# Ким Ханыль (фигуристка)
Ким Ханы́ль (кор. 김하늘, англ. Kim Ha-nul; род. 11 апреля 2002, Анян, Республика Корея) — южнокорейская фигуристка, выступающая в одиночном катании. Участница Олимпийских игр (2018), серебряный призёр турниров Asian Open Trophy (2019) и Ice Star (2019), бронзовый призёр Мемориала Непелы (2019). 

## Карьера
Ким Ханыль встала на коньки в возрасте семи лет. В 2014 году дебютировала на взрослом чемпионате Южной Кореи, и заняла одиннадцатое место. Через год на национальном чемпионате, который проходил в Сеуле, она финишировала на двадцать втором месте.
В сезоне 2015/2016 годов участвовала в юниорской серии Гран-при. На этапе в США показала тринадцатый результат. В январе 2016 года на национальном чемпионате стала седьмой, и была отправлена на юниорский чемпионат мира. В венгерском Дебрецене Ким завершила соревнования на девятой итоговой позиции.
Следующий сезон начала на этапах Гран-при среди юниоров в Чехии и России, где показала пятый и шестой результат, соответственно. На российском этапе, проходившем в столице Республики Мордовия Саранске, весь пьедестал заняли представительницы России: Полина Цурская, Станислава Константинова и Елизавета Нугуманова.
В январе 2018 года на национальном чемпионате Ким расположилась рядом с пьедесталом. По сумме двух программ заняла четвёртое место, уступив бронзовой медалистке Лим Ын Су менее девяти баллов. В этом же месяце на чемпионате четырёх континентов стала шестой. Ханыль принимала участие в соревнованиях в рамках домашней Олимпиады, на которой заняла итоговое тринадцатое место. Фигуристка завершила сезон в Милане на чемпионате мира.
В сезоне 2018/2019 годов участвовала в двух турнирах, проводимых в Финляндии. В октябре на Finlandia Trophy показала шестой результат, а через месяц на дебютном этапе Гран-при в Хельсинки финишировала седьмой.
Осенью 2019 года стала медалисткой трёх турниров серии «Челленджер». На Мемориале Непелы стала третьей, а турниры Ice Star и Asian Open Trophy завершила с «серебром». 

## Программы
| Сезон     | Короткая программа                                                  | Произвольная программа                                       |
| --------- | ------------------------------------------------------------------- | ------------------------------------------------------------ |
| 2019–2020 | - Саундтрек к фильму «Красотка»                                     | - «Мисс Сайгон» Клод-Мишель Шёнберг                          |
| 2018–2019 | - «River Flows in You» Yiruma                                       | - Саундтрек к фильму «Молодость» Дэвид Лэнг                  |
| 2017–2018 | - Саундтрек к фильму «Пианино» Майкл Найман                         | - «Thank You for the Music» - «The Winner Takes It All» ABBA |
| 2016–2017 | - «One Day» Каро Эмеральд - «It Don't Mean a Thing» Pep's Show Boys | - «Ромео и Джульетта» Жерар Пресгурвик                       |
| 2015–2016 | - «Once Upon A Dream» (из мюзикла «Джекилл и Хайд»)                 | - Саундтрек к мультфильму «Кунг-фу панда» Ханс Циммер        |

## Результаты
CS: Challenger Series
| Соревнования                | 13/14         | 14/15         | 15/16         | 16/17         | 17/18         | 18/19         | 19/20         | 20/21         | 21/22         |
| Международные               | Международные | Международные | Международные | Международные | Международные | Международные | Международные | Международные | Международные |
| --------------------------- | ------------- | ------------- | ------------- | ------------- | ------------- | ------------- | ------------- | ------------- | ------------- |
| Олимпийские игры            |               |               |               |               | 13            |               |               |               |               |
| Чемпионат мира              |               |               |               |               | 15            |               |               |               |               |
| Четыре континента           |               |               |               |               | 6             | 13            |               |               |               |
| Гран-при Финляндии          |               |               |               |               |               | 7             |               |               |               |
| CS Finlandia Trophy         |               |               |               |               |               | 10            |               |               |               |
| CS Asian Open Trophy        |               |               |               |               |               |               | 2             |               |               |
| CS Мемориал Непелы          |               |               |               |               |               |               | 3             |               |               |
| CS Minsk-Arena Ice Star     |               |               |               |               | 7             |               | 2             |               |               |
| Philadelphia Summer Int.    |               |               |               |               | 3             |               |               |               |               |
| Shanghai Trophy             |               |               |               |               | 4             |               |               |               |               |
| Международные среди юниоров |               |               |               |               |               |               |               |               |               |
| Чемпионат мира              |               |               | 9             |               |               |               |               |               |               |
| Гран-при Чехии              |               |               |               | 5             |               |               |               |               |               |
| Гран-при России             |               |               |               | 6             |               |               |               |               |               |
| Гран-при США                |               |               | 13            |               |               |               |               |               |               |
| Asian Open Trophy           |               |               | 4             |               |               |               |               |               |               |
| Национальные                |               |               |               |               |               |               |               |               |               |
| Чемпионат Республики Корея  | 11            | 22            | 7             | 8             | 4             | 9             | 5             | 11            | 16            |